# Woolworths集團

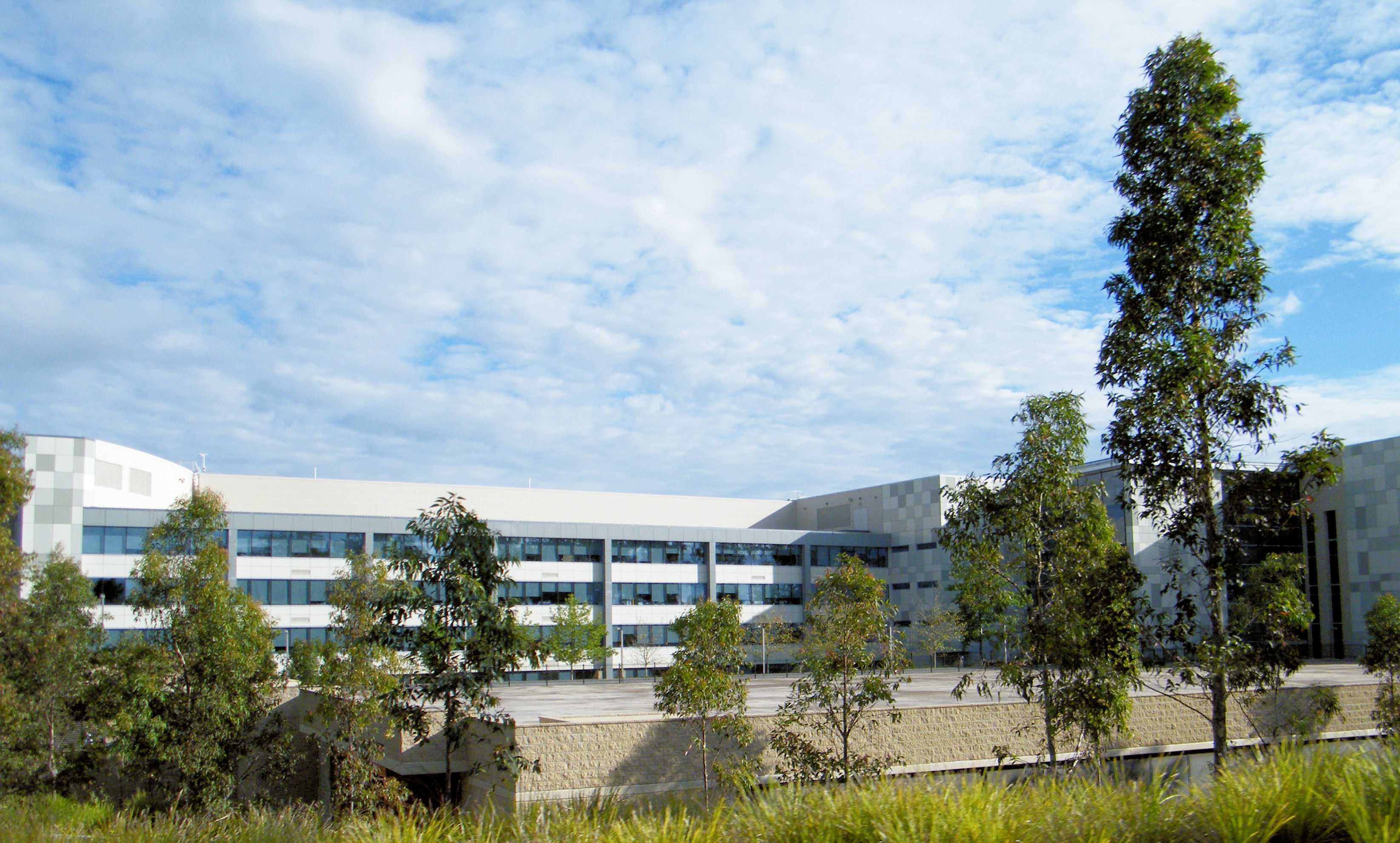
沃爾沃斯位於Norwest商業園的總部

沃爾沃斯（英語：Woolworths）是澳洲一家公司，從事零售，主要覆蓋澳洲與新西蘭零售市場。
2016年12月28日，英國BP石油公司以13億美元（18億澳幣）收購沃爾沃斯527座加油站和16座興建中的加油站
2019年7月3日，沃爾沃斯將旗下飲料和酒店業務Endeavor Drinks與ALH，合併成為澳大利亞最大的綜合飲料和酒店運營商，新公司將命名為Endeavour Group，新公司擁有超過1,500家BWS和Dan Murphy零售酒水店及327家ALH酒店，並持有ALE Property Group 8.7％的股份，年銷售額約為100億澳元，年息稅折舊及攤銷前利潤（EBITDA）為10億澳元，沃爾沃斯將擁有合併後的新公司85.4％的權益

## 簡介
沃爾沃斯是：
- 澳洲與新西蘭市值最大、銷售最高的零售公司。
- 澳洲最大[1]、新西蘭第二大食品零售商[2]
- 澳洲最大外賣酒零售商[3]
- 澳洲最大酒店、撲克機持有人 [3]
- 全球第19大零售商[4]

## 澳洲分支

### 超級市場
- Woolworths超級市場  –Woolworths公司主要超市，於澳洲所有州和領地均設有分店。此超市簡稱為"Woolies"，而其標語「The Fresh Food People」已於1987年開始使用。
- Woolworths線上 （Homeshop） –Woolworths網絡商店，能讓顧客於網上訂貨，並速遞至顧客家中。這些速遞貨物於一些特定The groceries are packed in special貨倉中包裝。[5]
- Safeway  –於1985年， Woolworths 公司收購了Safeway。於2008年8月，Woolworths宣布將Safeway更名為Woolworths。[6]
- Food For Less –位於昆士蘭與新南威爾斯的廉價連鎖超市。
- Flemings –位於悉尼和中央海岸的連鎖超市。
- Thomas Dux Grocer –2008年建立於印度德里的連鎖超市。
- Macro Wholefoods Market –於2009年收購的有機食品生產公司。其產品會於Woolworths超級市場 和 Thomas Dux Grocer 中發售。

Woolworths擁有的其他公司 ：https://creditorwatch.com.au/company/profile/88000014675

## 外部連結
- Woolworths有限公司 （页面存档备份，存于）